# Taylor Swift's Reputation Stadium Tour
Taylor Swift's Reputation Stadium Tour는 미국의 싱어송라이터 테일러 스위프트의 다섯 번째 콘서트 투어이자 첫 올스타디움 투어로, 2017년에 발매한 여섯 번째 정규 음반 “Reputation” 투어이다. 2018년 5월 8일 글렌데일에서부터 시작하여 2018년 11월 21일 도쿄에서 끝내기까지 총 53회의 콘서트를 진행하였다. 관객은 250만 명이 넘으며, 3억 4570만 달러의 수익을 벌어들이면서 스위프트의 콘서트 중 가장 많은 수익을 올린 투어, 역대 여성 가수의 콘서트 투어 중 세 번째로 많이 번 투어, 미국과 북아메리카에서 가장 많은 수익을 번 콘서트 투어 등 많은 기록을 세웠다.
콘서트 투어는 비평가들로부터 극찬을 받았으며, 대부분 이 투어를 2018년 최고의 투어이자 스위프트 커리어 사상 최고의 투어라고 비평하였다. 또한 각종 시상식에서 올해의 투어상을 많이 수상하였다. 10월 6일 텍사스주 알링턴에 위치한 AT&T 스타디움에서 열린 콘서트는 녹화가 되어 투어 이름과 동명의 콘서트 영화로 같은 해 12월 31일에 넷플릭스를 통해 개봉하였고, 찬사를 받았다.

## 세트리스트
1. "...Ready for It?"
2. "I Did Something Bad"
3. "Gorgeous"
4. "Style" / "Love Story" / "You Belong with Me"
5. "Look What You Made Me Do"
6. "End Game"
7. "King of My Heart"
8. "Delicate"
9. "Shake It Off" (with 카밀라 카베요와 찰리 XCX)
10. "Dancing with Our Hands Tied"
11. "All Too Well"
12. "Blank Space"
13. "Dress"
14. "Bad Blood" / "Should've Said No"
15. "Don't Blame Me"
16. "Long Live" / "New Year's Day"
17. "Getaway Car"
18. "Call It What You Want"
19. "We Are Never Ever Getting Back Together" / "This Is Why We Can't Have Nice Things"

## 컴필레이션 음반
Reputation Stadium Tour Suprise Song Playlist는 스트리밍으로만 들을 수 있는 컴필레이션 음반으로, 스위프트가 투어를 돌면서 세트리스트 외에 불렀던 일명 "서프라이즈 노래"를 모아서 만든 것이다. 2018년 11월 30일 공개되었다.

### 트랙리스트
전체 작사·작곡: Taylor Swift, except where noted
| #            | 제목                                            | 작사·작곡                           | 프로듀서                                      | 재생 시간 |
| ------------ | ----------------------------------------------- | ----------------------------------- | --------------------------------------------- | --------- |
| 1.           | 〈All Too Well〉                                | Swift Liz Rose                      | Swift Nathan Chapman                          | 5:29      |
| 2.           | 〈Wildest Dreams〉                              | Swift Max Martin Shellback          | Martin Shellback                              | 3:40      |
| 3.           | 〈The Best Day〉                                |                                     | Swift Chapman                                 | 4:06      |
| 4.           | 〈Red〉                                         |                                     | Swift Chapman Dann Huff                       | 3:43      |
| 5.           | 〈Holy Ground〉                                 |                                     | Jeff Bhasker                                  | 3:22      |
| 6.           | 〈Teardrops on My Guitar〉 (radio single remix) | Swift Rose                          | Chapman                                       | 3:24      |
| 7.           | 〈Our Song〉                                    |                                     | Chapman                                       | 3:23      |
| 8.           | 〈22〉                                          | Swift Martin Shellback              | Martin Shellback                              | 3:52      |
| 9.           | 〈I Knew You Were Trouble〉                     | Swift Martin Shellback              | Martin Shellback                              | 3:39      |
| 10.          | 〈I Don't Wanna Live Forever〉 (with Zayn)      | Swift Jack Antonoff Sam Dew         | Antonoff                                      | 4:07      |
| 11.          | 〈Mean〉                                        |                                     | Swift Chapman                                 | 3:58      |
| 12.          | 〈How You Get the Girl〉                        | Swift Martin Shellback              | Martin Shellback                              | 4:07      |
| 13.          | 〈So It Goes...〉                               | Swift Martin Shellback Oscar Görres | Martin Shellback Görres                       | 3:47      |
| 14.          | 〈Fifteen〉                                     |                                     | Swift Chapman                                 | 4:55      |
| 15.          | 〈Mine〉                                        |                                     | Swift Chapman                                 | 3:51      |
| 16.          | 〈Sparks Fly〉                                  |                                     | Swift Chapman                                 | 4:22      |
| 17.          | 〈State of Grace〉                              |                                     | Swift Chapman                                 | 4:55      |
| 18.          | 〈Haunted〉                                     |                                     | Swift Chapman                                 | 4:05      |
| 19.          | 〈Never Grow Up〉                               |                                     | Swift Chapman                                 | 4:52      |
| 20.          | 〈Treacherous〉                                 | Swift Dan Wilson                    | Wilson                                        | 4:02      |
| 21.          | 〈Babe〉 (Sugarland featuring Taylor Swift)     | Swift Pat Monahan                   | Jennifer Nettles Julian Raymond Kristian Bush | 3:35      |
| 22.          | 〈Welcome to New York〉                         | Swift Ryan Tedder                   | Swift Tedder Noel Zancanella                  | 3:32      |
| 23.          | 〈Fearless〉                                    | Swift Rose Hillary Lindsey          | Swift Chapman                                 | 4:02      |
| 24.          | 〈Enchanted〉                                   |                                     | Swift Chapman                                 | 5:53      |
| 25.          | 〈Change〉                                      |                                     | Swift Chapman                                 | 4:41      |
| 26.          | 〈Ours〉                                        |                                     | Swift Chapman                                 | 3:59      |
| 27.          | 〈Out of the Woods〉                            | Swift Antonoff                      | Swift Antonoff                                | 3:55      |
| 28.          | 〈Come Back...Be Here〉                         | Swift Wilson                        | Wilson                                        | 3:43      |
| 29.          | 〈A Place in This World〉                       | Swift Angelo Robert Ellis Orrall    |                                               | 3:22      |
| 30.          | 〈This Love〉                                   |                                     | Swift Chapman                                 | 4:10      |
| 31.          | 〈The Lucky One〉                               |                                     | Bhasker                                       | 4:00      |
| 32.          | 〈Invisible〉                                   | Swift Orrall                        |                                               | 3:25      |
| 33.          | 〈Breathe〉 (featuring Colbie Caillat)          | Swift Caillat                       | Swift Chapman                                 | 4:24      |
| 34.          | 〈Better Man〉 (performed by Little Big Town)   |                                     | Jay Joyce                                     | 4:23      |
| 35.          | 〈Jump Then Fall〉                              |                                     | Swift Chapman                                 | 3:58      |
| 36.          | 〈Begin Again〉                                 |                                     | Swift Chapman Huff                            | 3:59      |
| 37.          | 〈Tied Together with a Smile〉                  | Swift Rose                          |                                               | 4:11      |
| 38.          | 〈The Story of Us〉                             |                                     | Swift Chapman                                 | 4:27      |
| 39.          | 〈Forever & Always〉                            |                                     | Swift Chapman                                 | 3:46      |
| 40.          | 〈Hey Stephen〉                                 |                                     | Swift Chapman                                 | 4:16      |
| 41.          | 〈Speak Now〉                                   |                                     | Swift Chapman                                 | 4:03      |
| 42.          | 〈Wonderland〉                                  | Swift Martin Shellback              | Martin Shellback                              | 4:05      |
| 43.          | 〈White Horse〉                                 | Swift Rose                          | Swift Chapman                                 | 3:55      |
| 44.          | 〈I'm Only Me When I'm with You〉               | Swift Angelo Orrall                 |                                               | 3:35      |
| 45.          | 〈Starlight〉                                   |                                     | Swift Chapman Huff                            | 3:40      |
| 46.          | 〈I Know Places〉                               | Swift Tedder                        | Swift Tedder Zancanella                       | 3:15      |
| 총 재생 시간 | 총 재생 시간                                    | 총 재생 시간                        | 총 재생 시간                                  | 3:05:44   |

## 콘서트 영화
테일러 스위프트의 레퓨테이션 스타디움 투어(영어: Taylor Swift's Reputation Stadium Tour)는 폴 더그데일이 감독한 테일러 스위프트의 콘서트 영화이다. 넷플릭스가 배급하여 2018년 12월 31일 개봉하였다. 10월 5일 알링턴에 위치한 AT&T 스타디움에서 개최된 콘서트를 촬영한 것이다. 스위프트는 자신의 생일인 12월 13일에 영화와 관련된 소식을 공식적으로 발표하였다. 영화는 극찬을 받았다.

### 공연 세트리스트
1. "...Ready for It?"
2. "I Did Something Bad"
3. "Gorgeous"
4. "Style" / "Love Story" / "You Belong with Me"
5. "Look What You Made Me Do"
6. "End Game"
7. "King of My Heart"
8. "Delicate"
9. "Shake It Off" (with Camila Cabello and Charli XCX)
10. "Dancing with Our Hands Tied"
11. "All Too Well"
12. "Blank Space"
13. "Dress"
14. "Bad Blood" / "Should've Said No"
15. "Don't Blame Me"
16. "Long Live" / "New Year's Day"
17. "Getaway Car"
18. "Call It What You Want"
19. "We Are Never Ever Getting Back Together" / "This Is Why We Can't Have Nice Things"

## 일정 목록
| 날짜 (2018) | 도시           | 국가           | 장소                             | 오프닝 공연            | 관객 (티켓 판매 수 / 수용량 수) | 수익         |
| ----------- | -------------- | -------------- | -------------------------------- | ---------------------- | ------------------------------- | ------------ |
| 5월 8일     | 글렌데일       | 미국           | 피닉스 대학교 스타디움           | 카밀라 카베요 찰리 XCX | 59,157 / 59,157                 | $7,214,478   |
| 5월 11일    | 샌타클래라     | 미국           | 레비스 스타디움                  | 카밀라 카베요 찰리 XCX | 107,550 / 107,550               | $14,006,963  |
| 5월 12일    | 샌타클래라     | 미국           | 레비스 스타디움                  | 카밀라 카베요 찰리 XCX | 107,550 / 107,550               | $14,006,963  |
| 5월 18일    | 패서디나       | 미국           | 로즈볼                           | 카밀라 카베요 찰리 XCX | 118,084 / 118,084               | $16,251,980  |
| 5월 19일    | 패서디나       | 미국           | 로즈볼                           | 카밀라 카베요 찰리 XCX | 118,084 / 118,084               | $16,251,980  |
| 5월 22일    | 시애틀         | 미국           | 센추리링크 필드                  | 찰리 XCX               | 56,021 / 56,021                 | $8,672,219   |
| 5월 25일    | 덴버           | 미국           | 스포츠 어서리티 필드 앳 마일하이 | 카밀라 카베요 찰리 XCX | 57,140 / 57,140                 | $7,926,366   |
| 6월 1일     | 시카고         | 미국           | 솔저 필드                        | 카밀라 카베요 찰리 XCX | 105,208 / 105,208               | $14,576,697  |
| 6월 2일     | 시카고         | 미국           | 솔저 필드                        | 카밀라 카베요 찰리 XCX | 105,208 / 105,208               | $14,576,697  |
| 6월 8일     | 맨체스터       | 잉글랜드       | 에티하드 스타디움                | 카밀라 카베요 찰리 XCX | 77,258 / 77,258                 | $6,169,724   |
| 6월 9일     | 맨체스터       | 잉글랜드       | 에티하드 스타디움                | 카밀라 카베요 찰리 XCX | 77,258 / 77,258                 | $6,169,724   |
| 6월 15일    | 더블린         | 아일랜드       | 크로크 파크                      | 카밀라 카베요 찰리 XCX | 133,034 / 133,034               | $8,567,769   |
| 6월 16일    | 더블린         | 아일랜드       | 크로크 파크                      | 카밀라 카베요 찰리 XCX | 133,034 / 133,034               | $8,567,769   |
| 6월 22일    | 런던           | 잉글랜드       | 웸블리 스타디움                  | 카밀라 카베요 찰리 XCX | 143,427 / 143,427               | $12,214,933  |
| 6월 23일    | 런던           | 잉글랜드       | 웸블리 스타디움                  | 카밀라 카베요 찰리 XCX | 143,427 / 143,427               | $12,214,933  |
| 6월 30일    | 루이빌         | 미국           | 카디널 스타디움                  | 카밀라 카베요 찰리 XCX | 52,138 / 52,138                 | $4,928,219   |
| 7월 7일     | 콜럼버스       | 미국           | 오하이오 스타디움                | 카밀라 카베요 찰리 XCX | 62,897 / 62,897                 | $6,606,529   |
| 7월 10일    | 랜드오버       | 미국           | 페덱스필드                       | 카밀라 카베요 찰리 XCX | 95,672 / 95,672                 | $11,396,004  |
| 7월 11일    | 랜드오버       | 미국           | 페덱스필드                       | 카밀라 카베요 찰리 XCX | 95,672 / 95,672                 | $11,396,004  |
| 7월 13일    | 필라델피아     | 미국           | 링컨 파이낸셜 필드               | 카밀라 카베요 찰리 XCX | 107,378 / 107,378               | $11,951,047  |
| 7월 14일    | 필라델피아     | 미국           | 링컨 파이낸셜 필드               | 카밀라 카베요 찰리 XCX | 107,378 / 107,378               | $11,951,047  |
| 7월 17일    | 클리블랜드     | 미국           | 퍼스트에너지 스타디움            | 카밀라 카베요 찰리 XCX | 51,323 / 51,323                 | $5,148,757   |
| 7월 20일    | 이스트러더퍼드 | 미국           | 메트라이프 스타디움              | 카밀라 카베요 찰리 XCX | 165,654 / 165,654               | $22,031,386  |
| 7월 21일    | 이스트러더퍼드 | 미국           | 메트라이프 스타디움              | 카밀라 카베요 찰리 XCX | 165,654 / 165,654               | $22,031,386  |
| 7월 22일    | 이스트러더퍼드 | 미국           | 메트라이프 스타디움              | 카밀라 카베요 찰리 XCX | 165,654 / 165,654               | $22,031,386  |
| 7월 26일    | 폭스버러       | 미국           | 질레트 스타디움                  | 카밀라 카베요 찰리 XCX | 174,764 / 174,764               | $21,779,846  |
| 7월 27일    | 폭스버러       | 미국           | 질레트 스타디움                  | 카밀라 카베요 찰리 XCX | 174,764 / 174,764               | $21,779,846  |
| 7월 28일    | 폭스버러       | 미국           | 질레트 스타디움                  | 카밀라 카베요 찰리 XCX | 174,764 / 174,764               | $21,779,846  |
| 8월 3일     | 토론토         | 캐나다         | 로저스 센터                      | 카밀라 카베요 찰리 XCX | 100,310 / 100,310               | $11,177,000  |
| 8월 4일     | 토론토         | 캐나다         | 로저스 센터                      | 카밀라 카베요 찰리 XCX | 100,310 / 100,310               | $11,177,000  |
| 8월 7일     | 피츠버그       | 미국           | 하인즈 필드                      | 카밀라 카베요 찰리 XCX | 56,445 / 56,445                 | $6,230,876   |
| 8월 10일    | 애틀랜타       | 미국           | 메르세데스-벤츠 스타디움         | 카밀라 카베요 찰리 XCX | 116,746 / 116,746               | $18,089,415  |
| 8월 11일    | 애틀랜타       | 미국           | 메르세데스-벤츠 스타디움         | 카밀라 카베요 찰리 XCX | 116,746 / 116,746               | $18,089,415  |
| 8월 14일    | 탬파           | 미국           | 레이먼드 제임스 스타디움         | 카밀라 카베요 찰리 XCX | 55,909 / 55,909                 | $7,244,264   |
| 8월 18일    | 마이애미가든스 | 미국           | 하드록 스타디움                  | 카밀라 카베요 찰리 XCX | 47,818 / 47,818                 | $7,072,164   |
| 8월 25일    | 내슈빌         | 미국           | 닛산 스타디움                    | 카밀라 카베요 찰리 XCX | 56,112 / 56,112                 | $9,007,179   |
| 8월 28일    | 디트로이트     | 미국           | 포드 필드                        | 카밀라 카베요 찰리 XCX | 49,464 / 49,464                 | $6,597,852   |
| 8월 31일    | 미니애폴리스   | 미국           | U.S. 뱅크 스타디움               | 카밀라 카베요 찰리 XCX | 98,774 / 98,774                 | $10,242,024  |
| 9월 1일     | 미니애폴리스   | 미국           | U.S. 뱅크 스타디움               | 카밀라 카베요 찰리 XCX | 98,774 / 98,774                 | $10,242,024  |
| 9월 8일     | 캔자스시티     | 미국           | 애로헤드 스타디움                | 카밀라 카베요 찰리 XCX | 58,611 / 58,611                 | $6,730,138   |
| 9월 15일    | 인디애나폴리스 | 미국           | 루카스오일 스타디움              | 카밀라 카베요 찰리 XCX | 55,729 / 55,729                 | $6,531,245   |
| 9월 18일    | 세인트루이스   | 미국           | 더 돔 앳 아메리카스 센터         | 카밀라 카베요 찰리 XCX | 47,831 / 47,831                 | $4,884,054   |
| 9월 22일    | 뉴올리언스     | 미국           | 메르세데스-벤츠 슈퍼돔           | 카밀라 카베요 찰리 XCX | 53,172 / 53,172                 | $6,491,546   |
| 9월 29일    | 휴스턴         | 미국           | NRG 스타디움                     | 카밀라 카베요 찰리 XCX | 53,800 / 53,800                 | $9,350,275   |
| 10월 5일    | 알링턴         | 미국           | AT&T 스타디움                    | 카밀라 카베요 찰리 XCX | 105,002 / 105,002               | $15,006,157  |
| 10월 6일    | 알링턴         | 미국           | AT&T 스타디움                    | 카밀라 카베요 찰리 XCX | 105,002 / 105,002               | $15,006,157  |
| 10월 19일   | 퍼스           | 오스트레일리아 | 옵터스 스타디움                  | 찰리 XCX 브루즈        | 50,891 / 50,891                 | $4,153,658   |
| 10월 26일   | 멜버른         | 오스트레일리아 | 마블 스타디움                    | 찰리 XCX 브루즈        | 63,027 / 63,027                 | $6,755,570   |
| 11월 2일    | 시드니         | 오스트레일리아 | ANZ 스타디움                     | 찰리 XCX 브루즈        | 72,805 / 72,805                 | $7,686,564   |
| 11월 6일    | 브리즈번       | 오스트레일리아 | 더 가바                          | 찰리 XCX 브루즈        | 43,907 / 43,907                 | $4,338,127   |
| 11월 9일    | 오클랜드       | 뉴질랜드       | 마운트 스타트 스타디움           | 찰리 XCX 브루즈        | 35,749 / 35,749                 | $3,617,593   |
| 11월 20일   | 도쿄           | 일본           | 도쿄 돔                          | 찰리 XCX               | 100,109 / 100,109               | $14,859,847  |
| 11월 21일   | 도쿄           | 일본           | 도쿄 돔                          | 찰리 XCX               | 100,109 / 100,109               | $14,859,847  |
| 총합        | 총합           | 총합           | 총합                             | 총합                   | 2,545,379 / 2,545,379 (100%)    | $345,508,465 |

### 참조주
1. ↑  시애틀 공연에서 카밀라 카베요는 탈수로 인해 병원에 입원하면서 찰리 XCX 혼자서 오프닝 공연을 진행하였다.[1]

### 내용주
1. ↑  Aiello, McKenna (2018년 5월 21일). “Camila Cabello Cancels Her Performance at Taylor Swift's Concert After Hospitalization”. 2018년 5월 22일에 원본 문서에서 보존된 문서. 2018년 5월 22일에 확인함.